# NGC 4150
NGC 4150 é uma galáxia lenticular (S0) localizada na direcção da constelação de Coma Berenices. Possui uma declinação de +30° 24' 07" e uma ascensão recta de 12 horas, 10 minutos e 33,6 segundos.
A galáxia NGC 4150 foi descoberta em 13 de Março de 1785 por William Herschel.